# Caribbean Club Shield 2019
 (février 2020).
Si vous disposez d'ouvrages ou d'articles de référence ou si vous connaissez des sites web de qualité traitant du thème abordé ici, merci de compléter l'article en donnant les références utiles à sa vérifiabilité et en les liant à la section « Notes et références ».
Navigation
Édition précédente Édition suivante
Le Caribbean Club Shield 2019 est la deuxième édition de cette compétition. Organisé par la CONCACAF, cette compétition voit s'affronter les meilleures équipes des championnats amateurs de l'Union caribéenne de football (UCF ou CFU).
Le vainqueur dispute un match de barrage contre le quatrième du Championnat des clubs caribéens de la CONCACAF 2019 en vue d'une qualification pour la Ligue de la CONCACAF 2019.

## Participants
Parmi les 31 associations membres de l'Union caribéenne de football, seules 4 disposent d'un championnat professionnel selon les critères de la CONCACAF. Ainsi, les 27 autres associations peuvent présenter une équipe en Caribbean Club Shield. Pour cette édition, 13 clubs disputent la compétition
| Nation                     | Club                         | Qualification                                    |
| -------------------------- | ---------------------------- | ------------------------------------------------ |
| Antigua-et-Barbuda         | Hoppers Football Club        | Champion d'Antigua-et-Barbuda 2017-2018          |
| Aruba                      | SV Dakota                    | Champion d'Aruba 2017-2018                       |
| Barbade                    | Weymouth Wales FC            | Champion de la Barbade 2018                      |
| Bonaire                    | Real Rincon                  | Champion de Bonaire 2017-2018                    |
| Îles Caïmans               | Scholars International SC    | Champion des îles Caïmans 2017-2018              |
| Cuba                       | Fútbol Club Santiago de Cuba | Champion de Cuba 2018                            |
| Curaçao                    | CRKSV Jong Holland           | Champion de Curaçao 2017-2018                    |
| Guadeloupe                 | CS Moulien                   | Champion de Guadeloupe 2017-2018                 |
| Guyana                     | Fruta Conquerors FC          | Champion du Guyana 2017-2018                     |
| Martinique                 | Club franciscain             | Champion de la Martinique 2017-2018              |
| Saint-Christophe-et-Niévès | Village Superstars FC        | Champion de Saint-Christophe-et-Niévès 2017-2018 |
| Sainte-Lucie               | Platinum FC                  | Champion de Sainte-Lucie 2018                    |
| Suriname                   | SV Robinhood                 | Champion du Suriname 2017-2018                   |

Associations ne présentant pas d'équipe à cette compétition
- Anguilla
- Bahamas
- Bermudes
- Dominique
- Guyane française
- Grenade
- Montserrat
- Porto Rico
- Saint-Christophe-et-Niévès
- Saint-Martin
- Sint Maarten
- Saint-Vincent-et-les-Grenadines
- Îles Turques-et-Caïques
- Îles Vierges britanniques
- Îles Vierges américaines

| Suriname : SV Robinhood Club franciscain Scholars International SC CS Moulien SV Dakota Weymouth Wales FC CRKSV Jong Holland Village Superstars FC Real Rincon Carib Hurricane FC Fruta Conquerors FC |

## Phase de groupe
Le tirage au sort des groupes a été réalisé le 11 janvier 2019 au siège de la CONCACAF à Miami.
Les deux premiers de chaque groupes sont directement qualifiés pour la suite de la compétition. L'ensemble des rencontres se dispute à Willemstad, sur l'île de Curaçao.

### Groupe A
| Rang | Équipe                       | Pts | J | G | N | P | Bp | Bc | Diff |  | Résultats (▼ dom., ► ext.)   |  |     |     |     |
| ---- | ---------------------------- | --- | - | - | - | - | -- | -- | ---- |  | ---------------------------- |  | --- | --- | --- |
| 1    | Fútbol Club Santiago de Cuba | 5   | 3 | 1 | 2 | 0 | 4  | 0  | +4   |  | Fútbol Club Santiago de Cuba |  | 0-0 | 0-0 | 4-0 |
| 2    | CRKSV Jong Holland           | 5   | 3 | 1 | 2 | 0 | 1  | 0  | +1   |  | CRKSV Jong Holland           |  |     | 1-0 | 0-0 |
| 3    | Scholars International SC    | 4   | 3 | 1 | 1 | 1 | 2  | 1  | +1   |  | Scholars International SC    |  |     |     | 2-0 |
| 4    | Fruta Conquerors FC          | 1   | 3 | 0 | 1 | 2 | 0  | 6  | -6   |  | Fruta Conquerors FC          |  |     |     |     |

### Groupe B
| Rang | Équipe            | Pts | J | G | N | P | Bp | Bc | Diff |  | Résultats (▼ dom., ► ext.) |  |     |     |
| ---- | ----------------- | --- | - | - | - | - | -- | -- | ---- |  | -------------------------- |  | --- | --- |
| 1    | CS Moulien        | 6   | 2 | 2 | 0 | 0 | 2  | 0  | +2   |  | CS Moulien                 |  | 1-0 | 1-0 |
| 2    | Weymouth Wales FC | 3   | 2 | 1 | 0 | 1 | 1  | 1  | 0    |  | Weymouth Wales FC          |  |     | 1-0 |
| 3    | Real Rincon       | 0   | 2 | 0 | 0 | 2 | 0  | 2  | -2   |  | Real Rincon                |  |     |     |

### Groupe C
| Rang | Équipe                 | Pts | J | G | N | P | Bp | Bc | Diff |  | Résultats (▼ dom., ► ext.) |  |     |     |
| ---- | ---------------------- | --- | - | - | - | - | -- | -- | ---- |  | -------------------------- |  | --- | --- |
| 1    | Village Superstars FC  | 6   | 2 | 2 | 0 | 0 | 4  | 2  | +2   |  | Village Superstars FC      |  | 2-1 | 2-1 |
| 2    | Hoppers Football Club  | 3   | 2 | 1 | 0 | 1 | 6  | 4  | +2   |  | Hoppers Football Club      |  |     | 5-2 |
| 3    | Platinum Football Club | 0   | 2 | 0 | 0 | 2 | 3  | 7  | -4   |  | Platinum Football Club     |  |     |     |

### Groupe D
| Rang | Équipe           | Pts | J | G | N | P | Bp | Bc | Diff |  | Résultats (▼ dom., ► ext.) |  |     |     |
| ---- | ---------------- | --- | - | - | - | - | -- | -- | ---- |  | -------------------------- |  | --- | --- |
| 1    | Club franciscain | 4   | 2 | 1 | 1 | 0 | 4  | 2  | +2   |  | Club franciscain           |  | 3-1 | 1-1 |
| 2    | SV Robinhood     | 3   | 2 | 1 | 0 | 1 | 5  | 4  | +1   |  | SV Robinhood               |  |     | 4-1 |
| 3    | SV Dakota        | 1   | 2 | 0 | 1 | 1 | 2  | 5  | -3   |  | SV Dakota                  |  |     |     |

## Phase finale
|  | Quarts de finale             | Quarts de finale             | Quarts de finale | Quarts de finale |                    |                    | Demi-finales  | Demi-finales  | Demi-finales  | Demi-finales  |  |  | Finale        | Finale        | Finale        | Finale        |
|  |                              |                              |                  |                  |                    |                    |               |               |               |               |  |  |               |               |               |               |
|  | 11 avril 2019                | 11 avril 2019                | 11 avril 2019    | 11 avril 2019    |                    |                    | 13 avril 2019 | 13 avril 2019 | 13 avril 2019 | 13 avril 2019 |  |  | 15 avril 2019 | 15 avril 2019 | 15 avril 2019 | 15 avril 2019 |
|  | 11 avril 2019                | 11 avril 2019                | 11 avril 2019    | 11 avril 2019    |                    |                    | 13 avril 2019 | 13 avril 2019 | 13 avril 2019 | 13 avril 2019 |  |  | 15 avril 2019 | 15 avril 2019 | 15 avril 2019 | 15 avril 2019 |
|  | Fútbol Club Santiago de Cuba | Fútbol Club Santiago de Cuba | 0                | 0                |                    |                    | 13 avril 2019 | 13 avril 2019 | 13 avril 2019 | 13 avril 2019 |  |  | 15 avril 2019 | 15 avril 2019 | 15 avril 2019 | 15 avril 2019 |
|  | Fútbol Club Santiago de Cuba | Fútbol Club Santiago de Cuba | 0                | 0                |                    |                    | 13 avril 2019 | 13 avril 2019 | 13 avril 2019 | 13 avril 2019 |  |  | 15 avril 2019 | 15 avril 2019 | 15 avril 2019 | 15 avril 2019 |
|  | Weymouth Wales FC            | Weymouth Wales FC            | 2                | 2                |                    |                    | 13 avril 2019 | 13 avril 2019 | 13 avril 2019 | 13 avril 2019 |  |  | 15 avril 2019 | 15 avril 2019 | 15 avril 2019 | 15 avril 2019 |
|  | Weymouth Wales FC            | Weymouth Wales FC            | 2                | 2                | Weymouth Wales FC  | Weymouth Wales FC  | 0             | 0             |               |               |  |  | 15 avril 2019 | 15 avril 2019 | 15 avril 2019 | 15 avril 2019 |
|  | 11 avril 2019                |                              |                  |                  | Weymouth Wales FC  | Weymouth Wales FC  | 0             | 0             |               |               |  |  | 15 avril 2019 | 15 avril 2019 | 15 avril 2019 | 15 avril 2019 |
|  |                              |                              | SV Robinhood     | SV Robinhood     | 3                  | 3                  |               |               |               |               |  |  | 15 avril 2019 | 15 avril 2019 | 15 avril 2019 | 15 avril 2019 |
|  | Village Superstars FC        | Village Superstars FC        | SV Robinhood     | SV Robinhood     | 3                  | 3                  | 1 (3)         | 1 (3)         |               |               |  |  | 15 avril 2019 | 15 avril 2019 | 15 avril 2019 | 15 avril 2019 |
|  | Village Superstars FC        | Village Superstars FC        | 13 avril 2019    |                  |                    |                    | 1 (3)         | 1 (3)         |               |               |  |  | 15 avril 2019 | 15 avril 2019 | 15 avril 2019 | 15 avril 2019 |
|  | SV Robinhood tab             | SV Robinhood tab             | 1 (4)            | 1 (4)            |                    |                    |               |               |               |               |  |  | 15 avril 2019 | 15 avril 2019 | 15 avril 2019 | 15 avril 2019 |
|  | SV Robinhood tab             | SV Robinhood tab             | 1 (4)            | 1 (4)            | SV Robinhood       | SV Robinhood       | 1             | 1             |               |               |  |  |               |               |               |               |
|  | 11 avril 2019                |                              |                  |                  | SV Robinhood       | SV Robinhood       | 1             | 1             |               |               |  |  |               |               |               |               |
|  |                              |                              | Club franciscain | Club franciscain | 0                  | 0                  |               |               |               |               |  |  |               |               |               |               |
|  | CS Moulien                   | CS Moulien                   | Club franciscain | Club franciscain | 0                  | 0                  | 0             | 0             |               |               |  |  |               |               |               |               |
|  | CS Moulien                   | CS Moulien                   |                  |                  |                    |                    |               |               |               |               |  |  |               |               |               |               |
|  | CRKSV Jong Holland           | CRKSV Jong Holland           | 3                | 3                |                    |                    |               |               |               |               |  |  |               |               |               |               |
|  | CRKSV Jong Holland           | CRKSV Jong Holland           | 3                | 3                | CRKSV Jong Holland | CRKSV Jong Holland | 2             | 2             |               |               |  |  |               |               |               |               |
|  | 11 avril 2019                |                              |                  |                  | CRKSV Jong Holland | CRKSV Jong Holland | 2             | 2             |               |               |  |  |               |               |               |               |
|  |                              |                              | Club franciscain | Club franciscain | 4                  | 4                  |               |               |               |               |  |  |               |               |               |               |
|  | Club franciscain             | Club franciscain             | Club franciscain | Club franciscain | 4                  | 4                  | 1             | 1             |               |               |  |  |               |               |               |               |
|  | Club franciscain             | Club franciscain             |                  |                  |                    |                    |               | 1             |               |               |  |  |               |               |               |               |
|  | Hoppers Football Club        | Hoppers Football Club        | 0                | 0                |                    |                    |               |               |               |               |  |  |               |               |               |               |
|  | Hoppers Football Club        | Hoppers Football Club        | 0                | 0                |                    |                    |               |               |               |               |  |  |               |               |               |               |
|  |                              |                              |                  |                  |                    |                    |               |               |               |               |  |  |               |               |               |               |

### Finale
Le vainqueur est qualifié pour le match de barrage face au quatrième du championnat professionnel des Caraïbes.
| 15 avril 2019 | SV Robinhood | 1 – 0 | Club franciscain | Ergilio Hato Stadion, Willemstad |                           |
|               | da Costa 21e |       |                  | Arbitrage : Jaime Herrera        | Arbitrage : Jaime Herrera |
|               | Rapport      |       |                  | Arbitrage : Jaime Herrera        | Arbitrage : Jaime Herrera |

## Match de barrage pour la ligue de la CONCACAF
Le vainqueur est qualifié pour le match de barrage face au quatrième du championnat professionnel des Caraïbes.
| 19 mai 2019 | Real Hope FA | 1 – 1 | SV Robinhood        | Stadium East, Kingston     |                            |
|             | Blaise 33e   |       | Da Costa 15e (pen.) | Arbitrage : Keylor Herrera | Arbitrage : Keylor Herrera |
|             | Rapport      |       |                     | Arbitrage : Keylor Herrera | Arbitrage : Keylor Herrera |